# Los Hermanos
A Los Hermanos (jelentése: A testvérek) egy brazil zenekar, 1997-ben alakult Rio de Janeiroban.
Folk és az alternatív rock műfajokban játszanak, de pályafutásuk elején még jelen voltak a skacore és az MPB (música popular brasileira, brazil popzene) műfajokban is. Hivatalosan 2007-ig működtek, azóta szünetelnek. Azonban többször is újra alakultak egy rövid időre: 2009-ben, 2010-ben, 2012-ben és 2015-ben is. Portugál nyelven énekelnek. Annak ellenére, hogy brazil együttesről van szó, a nevük spanyolul van. Portugál nyelven "a testvérek" kifejezés a következő: "Os Irmãos".
Tagok: Marcelo Camelo, Rodrigo Amarante, Rodrigo Barba, Bruno Medina. Volt tagok: Patrick Laplan.

## Diszkográfia
- Los Hermanos (1999)
- Bloco Do Eu Sozinho (2001)
- Ventura (2003)
- 4 (2005)